# Valkó, Pesta
Valkó  este un sat în districtul Gödöllő, județul Pesta, Ungaria, având o populație de 2.394 de locuitori (2011). 

## Demografie
Componența etnică a satului Valkó
     Maghiari (88,38%)
     Romi (10,35%)
     Necunoscut (0,29%)
     Alții (0,98%)
Componența confesională a satului Valkó
     Romano-catolici (52,97%)
     Fără religie (10,99%)
     Reformați (4,59%)
     Necunoscută (30,16%)
     Alte religii (3,22%)
Conform recensământului din 2011, satul Valkó avea 2.394 de locuitori. Din punct de vedere etnic, majoritatea locuitorilor (88,38%) erau maghiari, cu o minoritate de romi (10,35%). Apartenența etnică nu este cunoscută în cazul a 0,29% din locuitori.  Din punct de vedere confesional, majoritatea locuitorilor (52,97%) erau romano-catolici, existând și minorități de persoane fără religie (10,99%) și reformați (4,59%). Pentru 30,16% din locuitori nu este cunoscută apartenența confesională.